# Annunciazione (Ferramola)
L'Annunciazione è un dipinto ad affresco (571 cm di diametro) di Floriano Ferramola, databile al 1517-1518 e conservato nella chiesa di Santa Maria del Carmine di Brescia, nella lunetta del portale principale.

## Storia
Non si possiedono documenti che attestino la paternità dell'opera e la data di esecuzione. Le guide cittadine storiche, a partire dal XVII secolo, attribuiscono l'affresco al Ferramola. Si distingue solo Bernardino Faino, che vi vede la mano di Paolo da Caylina il Giovane. Singolare, però, il fatto che in una successiva redazione della sua guida il Faino citi il dipinto senza più indicarne l'autore, ma in alcuni appunti raccolti sotto l'indicazione "restano da mettersi dopo la revissione", accanto alla segnalazione dell'affresco sopra il portale, annoti il nome "Feramola".
Francesco Maccarinelli, nel XVIII secolo, attribuisce invece la lunetta a Giovanni Maria da Brescia, frate del convento carmelitano attivo già in altri settori del cenobio, per esempio nel chiostro, dove nel 1507 lasciò alcuni affreschi. Paolo Brognoli, nel XIX secolo, riprende l'attribuzione al Ferramola e allo stesso modo faranno Federico Odorici, Stefano Fenaroli e Pietro Da Ponte. Giovanni Battista Cavalcaselle non avanza invece ipotesi, pur conoscendo il Ferramola, ma si limita a vedervi caratteristiche stilistiche di Lorenzo Costa e Francesco Francia.
Alla fine del secolo, come segnalato anche da una relazione dell'Ateneo di Brescia del 1878 stesa da Giuseppe Conti, il degrado dell'affresco dovuto all'esposizione agli agenti atmosferici tende ormai al peggio. Nella relazione viene inoltre reso noto un restauro avvenuto quarant'anni prima, comunque artefice, secondo il relatore, di alcuni danni e rielaborazioni che hanno compromesso la lettura del disegno originale. Nel 1963, Gaetano Panazza pone l'esecuzione al 1518 in relazione con l'analoga Annunciazione delle ante dell'organo del Duomo vecchio. La critica successiva si trova sostanzialmente concorde, retrodatando un poco il dipinto per porlo meglio in relazione stilistica con gli affreschi di palazzo Calini-Della Corte e con gli evidenti influssi da Vincenzo Civerchio.
Oltretutto, il portale d'ingresso alla chiesa che circonda la lunetta, per varie ragioni, non sembra essere stato costruito appositamente per quella collocazione, bensì inserito quasi a forza nel settore centrale della facciata. Ciò segnalerebbe che il portale proviene da un edificio di culto esterno alla città demolito durante la "spianata" del 1516-17 imposta dalla Repubblica di Venezia dopo il sacco di Brescia del 1512, esattamente come avvenne per il portale delle chiesa di Santa Maria delle Grazie: stando a questa ipotesi, la datazione dell'affresco ferramoliano al 1517-18 risulta congruente ai fatti.
L'ultimo restauro, voluto dalla Soprintendenza per i beni architettonici e ambientali, risale al 2002.

## Descrizione
L'affresco, disposto in una lunetta semicircolare di 571 cm di diametro, presenta a sinistra due santi monaci carmelitani inquadrati entro le arcate di un'imponente architettura di gusto lombardo. Segue l'arcangelo Gabriele, appena arrivato in volo con un giglio in mano. Simmetricamente si pone Maria su un inginocchiatoio, seguita da un'ancella, con un'altra grande architettura sullo sfondo.
Al centro della scena e della lunetta si espande un profondo paesaggio collinare con un borgo sullo sfondo e un agnello in primo piano, simboleggiante Cristo, mentre in alto, entro una cornice di teste di angioletti e due angeli in volo, si trovano il Dio Padre e la colomba dello Spirito Santo.

## Stile
Il profondo stato di degrado in cui verte oggi l'affresco limita qualunque considerazione stilistica, che piuttosto ha modo di appoggiarsi su testimonianze fotografiche di fine XIX secolo, quando l'opera era in condizioni di leggibilità migliori. Ad oggi risulta del tutto illeggibile il paesaggio centrale, così come le figure dell'arcangelo Gabriele, della Madonna e della sua ancella. Meglio conservati sono i due monaci carmelitani e il Dio Padre, così come intuibili sono le architetture in secondo piano.
Come detto, Gaetano Panazza (1963) lega l'affresco all'analoga Annunciazione delle ante d'organo eseguite quasi contemporaneamente in collaborazione col giovanissimo Moretto, conservate oggi a Lovere, anche se qui "è tutto più composto e tradizionale, sia nelle architetture laterali, sia nel fresco paesaggio azzurrino della parte centrale, sia nelle figure, compresa quella agile e mossa dell'arcangelo". In generale, la composizione è ariosa e bilanciata: le figure si dispongono disegnando un semicerchio che ripropone il formato della lunetta.
Tema ulteriore che riconduce l'opera alla mano del Ferramola sono proprio le architetture di sfondo, che ricordano costruzioni simili presenti in altre opere del pittore. Tra tutte si ricorda il grande porticato voltato, quasi identico a quello qui visibile alle spalle di Maria, presente nella scena dell'Apparizione di Gesù alla madre sulla parete sinistra della cappella Parva, ex cappella cimiteriale annessa alla chiesa all'esterno dell'abside.
Si fa inoltre notare come tema dell'annunciazione non sia casuale, in quanto si trova rappresentato di frequente all'interno della chiesa e si riconduce all'intitolazione del nucleo originario dell'edificio religioso, trecentesco, intitolato a "Santa Maria Annunciata del Monte Carmelo".